# Friedhof Neustadt (Halle)

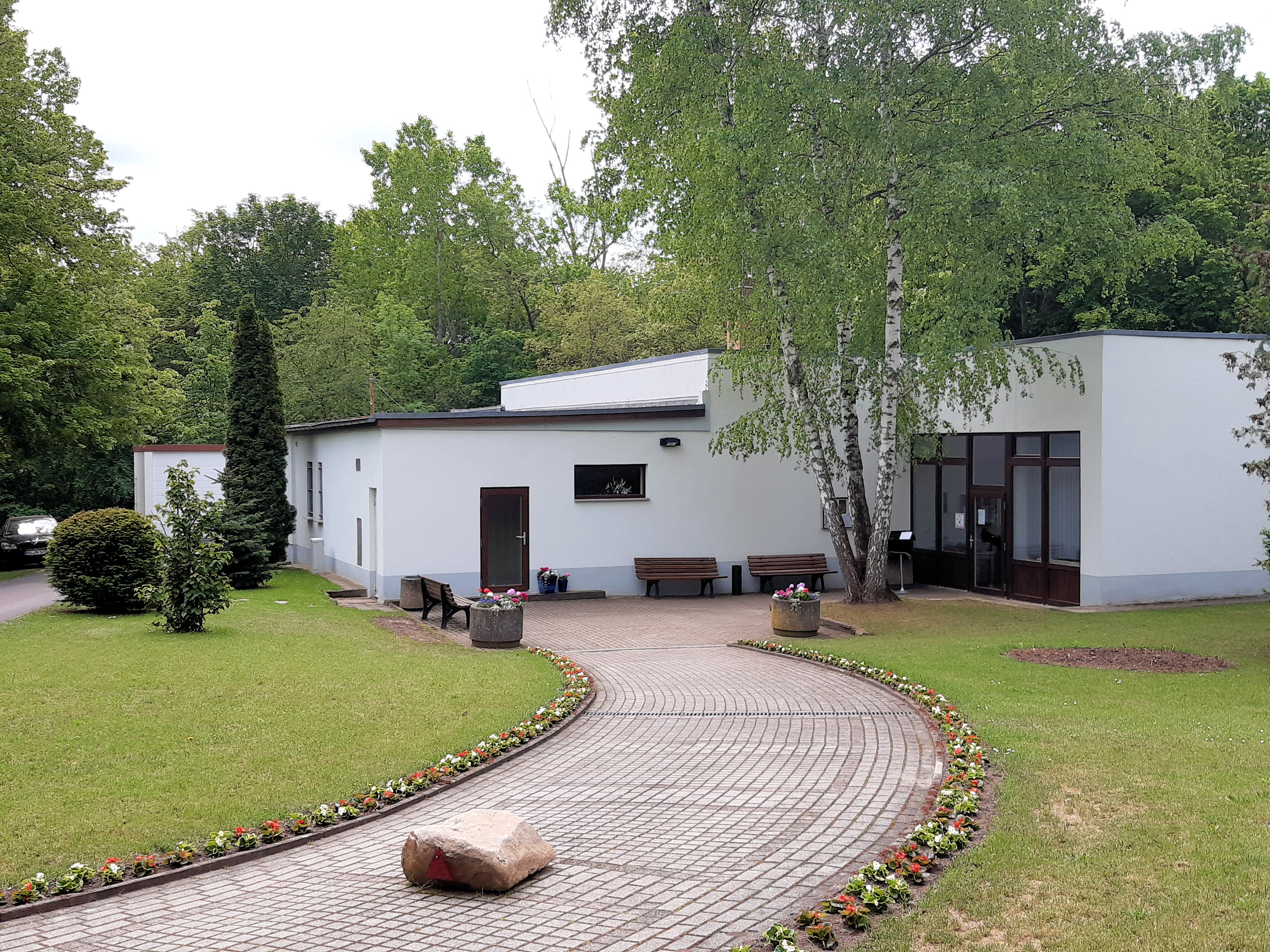
Feierhalle des Friedhofs

Der Friedhof Neustadt, Teutschenthaler Landstraße 16, wurde Mitte der 1960er Jahre für Halle-Neustadt errichtet und ist damit der jüngste Friedhof der Stadt Halle (Saale). 

## Lage
Der Friedhof wurde  südlich der damaligen Fernstraße 80 an der Teutschenthaler Landstraße angelegt und befindet sich heute auf dem Gebiet des Stadtviertels Gewerbegebiet Neustadt an der Grenze zum Saalekreis.

## Geschichte / Beschreibung
Als ab 1964 westlich der Stadt Halle der neue Stadtteil Halle-Neustadt erbaut wurde, war auch die Anlage eines neuen Friedhofs notwendig. Da durch die neu angelegte Stadt auch das Areal des Passendorfer Friedhofs beansprucht und geschlossen wurde, fand 1965 eine Umbettung der dort Begrabenen statt, an die ein Gedenkstein auf dem Friedhof erinnert.
Der Friedhof verfügt über eine Fläche von 11 Hektar mit ca. 7.500 Grabstellen. Aufgrund der relativ großen Höhenunterschiede und der Bodenverhältnisse auf dem Gelände ist fast die Hälfte der Fläche nur für Urnenbeisetzungen geeignet. Zahlreiche Treppenanlagen und Böschungen mit ca. 850 Bäumen verleihen dem Friedhof ein besonderes Gepräge.